# Esgrima em cadeira de rodas nos Jogos Paralímpicos de Verão de 2012 - Equipes masculinas
As competições por equipes masculinas foram disputadas no dia 8 de setembro no Complexo ExCel, em Londres. O torneio é disputado por equipes nacionais formadas por 3 esgrimistas cada, contendo atletas tanto da classe A quanto da classe B.

## Medalhistas
|  | CHN China                      |  | FRA França                                     |  | HKG Hong Kong                                |
|  | Chen Yijun Ye Ruyi Hu Daoliang |  | Damien Tokatlian Ludovic Lemoine Alim Latrèche |  | Chan Wing Kin Wong Tang Tat Chung Ting Ching |

## Calendário
Horário local (UTC+1).
| Data                  | Tempo | Fase             |
| --------------------- | ----- | ---------------- |
| 8 de setembro de 2012 | 11:30 | Quartas de final |
| 8 de setembro de 2012 | 13:00 | Semifinais       |
| 8 de setembro de 2012 | 19:30 | Final            |

## Formato de competição
Oito equipes disputam o torneio em forma de eliminatória. Cada equipe é formada por 3 esgrimistas. Cada confronto é composto por 9 combates e envolve todos os esgrimistas da equipe, que duelam 3 vezes cada. Os combates são interrompidos quando o placar chega a múltiplos de 5. A equipe que chegar a 45 pontos no nono confronto é declarada vencedora.

## Equipes
| Atleta      | Classe |
| ----------- | ------ |
| Chen Yijun  | A      |
| Ye Ruyi     | A      |
| Hu Daoliang | B      |

| Atleta           | Classe |
| ---------------- | ------ |
| Damien Tokatlian | A      |
| Ludovic Lemoine  | A      |
| Alim Latrèche    | B      |

| Atleta       | Classe |
| ------------ | ------ |
| Simon Wilson | A      |
| Craig McCann | A      |
| David Heaton | B      |

| Atleta           | Classe |
| ---------------- | ------ |
| Chan Wing Kin    | A      |
| Wong Tang Tat    | A      |
| Chung Ting Ching | B      |

| Atleta         | Classe |
| -------------- | ------ |
| Richárd Osváth | A      |
| Gyula Mató     | A      |
| Pál Szekeres   | B      |

| Atleta       | Classe |
| ------------ | ------ |
| Matteo Betti | A      |
| Andrea Macri | A      |
| Marco Cima   | B      |

| Atleta        | Classe |
| ------------- | ------ |
| Artur Yusupov | A      |
| Ivan Andreev  | A      |
| Marat Yusupov | B      |

| Atleta            | Classe |
| ----------------- | ------ |
| Andrii Demchuk    | A      |
| Mykhaylo Bazhukov | A      |
| Anton Datsko      | B      |

## Resultados
|  | Quartas de final | Quartas de final | Quartas de final |           |            | Semifinais    | Semifinais          | Semifinais          |                     |  | Final | Final      | Final |
|  |                  |                  |                  |           |            |               |                     |                     |                     |  |       |            |       |
|  | 1                | HKG Hong Kong    | 45               |           |            |               |                     |                     |                     |  |       |            |       |
|  | 8                | GBR Grã-Bretanha | 19               |           |            |               |                     |                     |                     |  |       |            |       |
|  | 8                | GBR Grã-Bretanha | 19               |           | 1          | HKG Hong Kong | 41                  |                     |                     |  |       |            |       |
|  |                  |                  |                  |           | 1          | HKG Hong Kong | 41                  |                     |                     |  |       |            |       |
|  |                  | 5                | FRA França       | 45        |            |               |                     |                     |                     |  |       |            |       |
|  | 5                | 5                | FRA França       | 45        | FRA França | 45            |                     |                     |                     |  |       |            |       |
|  | 5                |                  |                  |           | FRA França | 45            |                     |                     |                     |  |       |            |       |
|  | 4                | RUS Rússia       | 41               |           |            |               |                     |                     |                     |  |       |            |       |
|  |                  |                  |                  |           |            |               |                     |                     |                     |  | 5     | FRA França | 32    |
|  |                  |                  | 2                | CHN China | 45         |               |                     |                     |                     |  |       |            |       |
|  | 3                | ITA Itália       | 45               |           |            |               |                     |                     |                     |  |       |            |       |
|  | 6                | UKR Ucrânia      | 37               |           |            |               |                     |                     |                     |  |       |            |       |
|  | 6                | UKR Ucrânia      | 37               |           | 3          | ITA Itália    | 19                  |                     |                     |  |       |            |       |
|  |                  |                  |                  |           | 3          | ITA Itália    | 19                  |                     |                     |  |       |            |       |
|  |                  | 2                | CHN China        | 45        |            |               | Disputa pelo bronze | Disputa pelo bronze | Disputa pelo bronze |  |       |            |       |
|  | 7                | HUN Hungria      | 29               |           |            |               | 1                   | HKG Hong Kong       | 45                  |  |       |            |       |
|  | 2                | CHN China        | 45               |           |            |               |                     |                     |                     |  | 3     | ITA Itália | 42    |

|  | Disputa do 5º-9º lugar | Disputa do 5º-9º lugar | Disputa do 5º-9º lugar |  |  | Disputa pelo 5º lugar | Disputa pelo 5º lugar | Disputa pelo 5º lugar |
|  |                        |                        |                        |  |  |                       |                       |                       |
|  | 8                      | GBR Grã-Bretanha       | 15                     |  |  |                       |                       |                       |
|  | 4                      | RUS Rússia             | 45                     |  |  |                       |                       |                       |
|  |                        |                        |                        |  |  | 4                     | RUS Rússia            | 45                    |
|  |                        |                        |                        |  |  | 6                     | UKR Ucrânia           | 37                    |
|  | 6                      | UKR Ucrânia            | 45                     |  |  |                       |                       |                       |
|  | 7                      | HUN Hungria            | 34                     |  |  | Disputa pelo 7º lugar | Disputa pelo 7º lugar | Disputa pelo 7º lugar |
|  |                        |                        |                        |  |  | 8                     | GBR Grã-Bretanha      | 12                    |
|  |                        |                        |                        |  |  | 7                     | HUN Hungria           | 45                    |

## Classificação final
| Pos.   | Atleta           |
| ------ | ---------------- |
| Ouro   | CHN China        |
| Prata  | FRA França       |
| Bronze | HKG Hong Kong    |
| 4      | ITA Itália       |
| 5      | RUS Rússia       |
| 6      | UKR Ucrânia      |
| 7      | HUN Hungria      |
| 8      | GBR Grã-Bretanha |